# Muntura Canon SV
La muntura Canon SV va ser desenvolupada per Canon per a les seves càmeres reflex electròniques (still video camera) amb sensor CCD de 2/3".
La muntura té una distància de brida de 32mm.
Aquesta es va presentar el 1986 amb la primera càmera de la sèrie, la RC-701, encara que ja al 1984 es van fer proves amb un prototip de càmera electrònica, la D413, durant els Jocs Olimpics de Los Angeles.
La RC-701 es va presentar sota el lema "Realtime Camera" (càmera de temps real) i amb l'eslògan "By the time you read this words on this page, we can transmit the pictures around the world" (mentre llegiu aquestes paraules en aquesta pàgina, podem transmetre les imatges arreu del món).
El sensor CCD de 2/3" va ser fabricat per Texas Instruments.
Tot el sistema consistia en un reproductor (RR-511), un transmissor (RT-971), la càmera, els objectius i una impressora de vídeo en color (RP-601).

## Esquema de noms de les càmeres amb muntura SV
Aquestes càmeres s'anomenaven electròniques, ja que gravaven la informació en un disc flexible, però necessitaven un equip extern per poder visualitzar les imatges. Van ser les predecessores de les càmeres digitals.

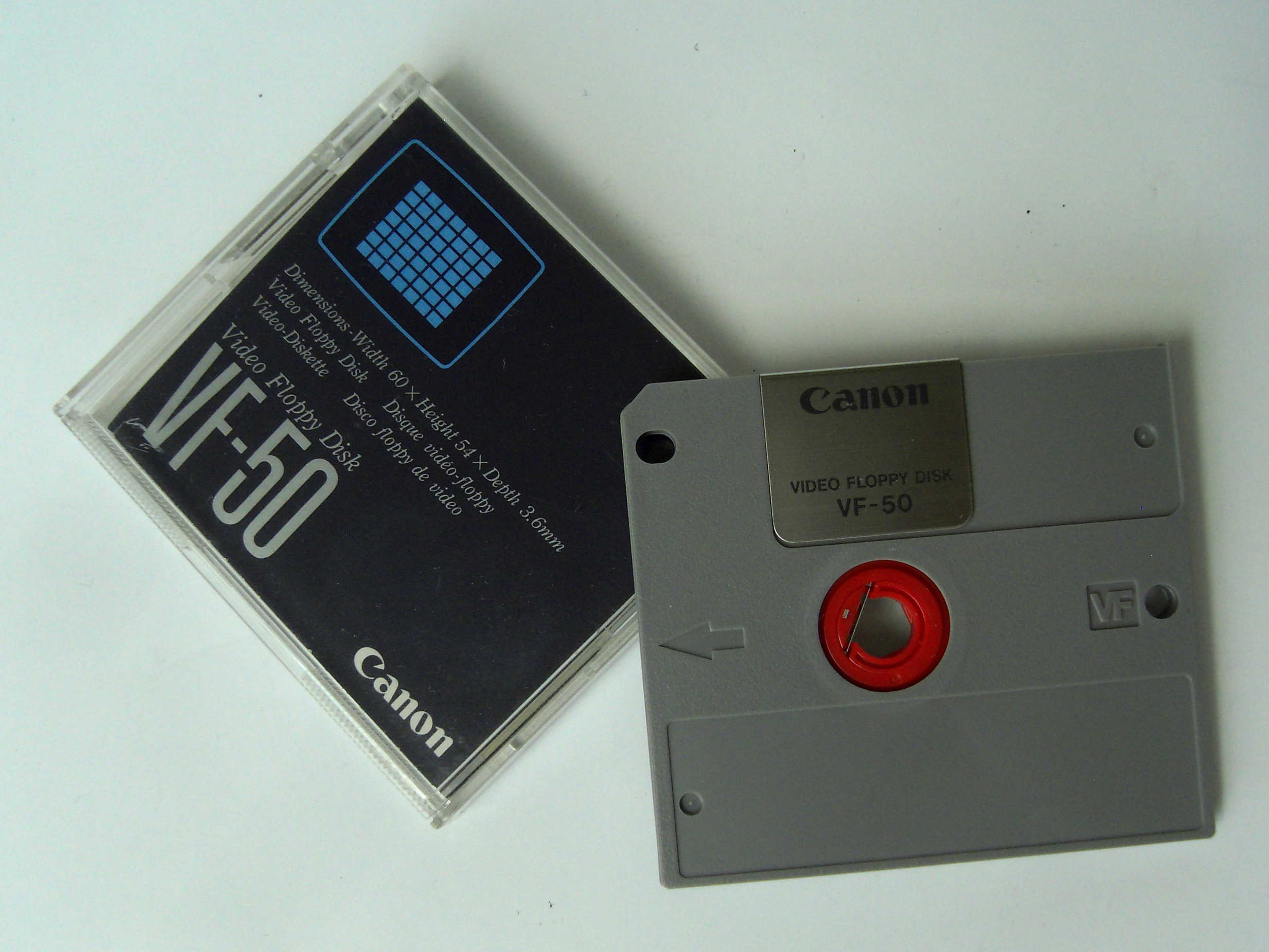
Disc flexible de Canon (VF-50)

Aquestes van ser la competència de les Sony Mavica i de la Nikon QV-1000C.
| Model  | Any  |
| ------ | ---- |
| D413   | 1984 |
| RC-701 | 1986 |
| RC-760 | 1988 |

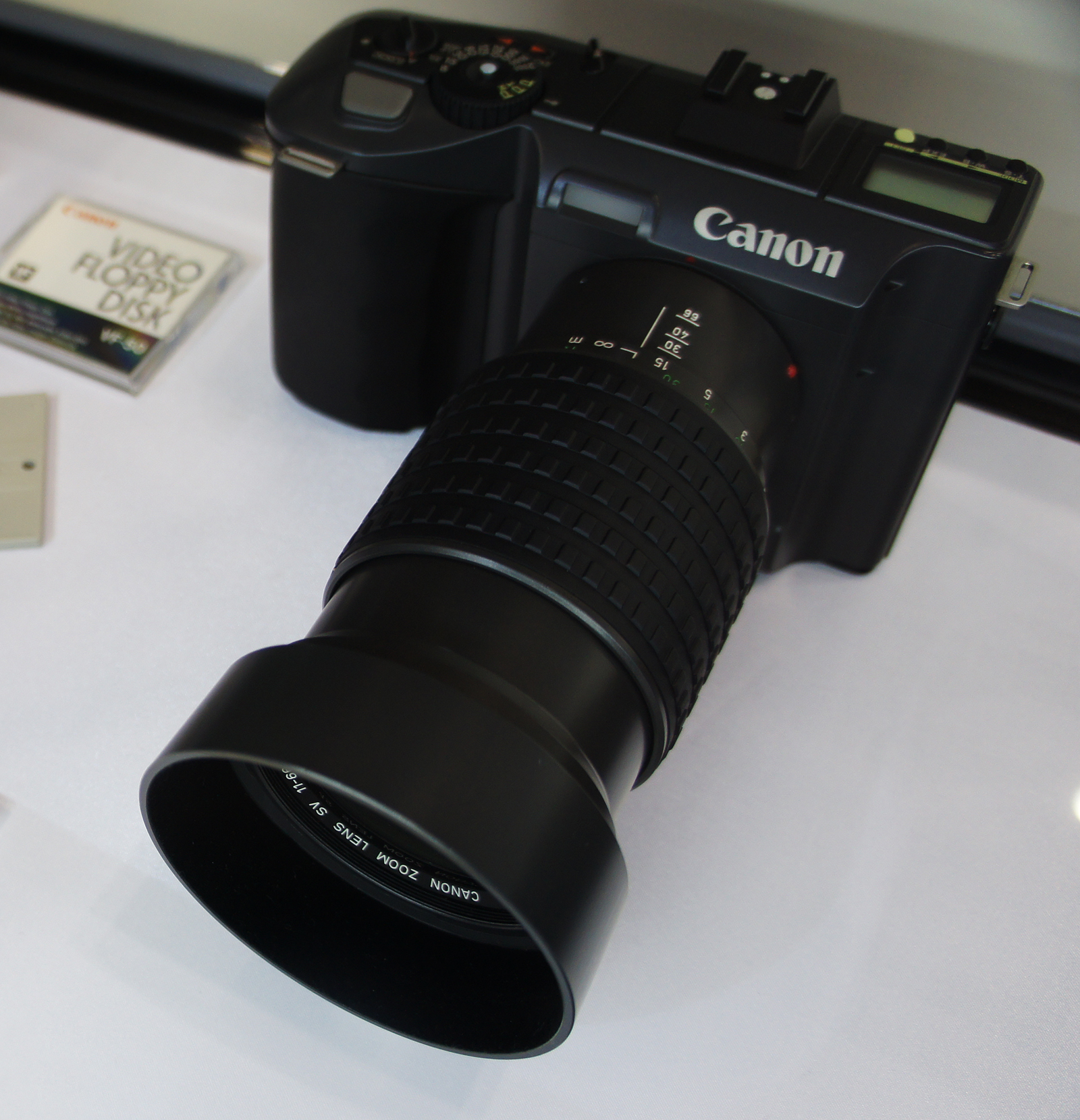
Canon RC-701 + SV 11-66mm f/1.2

El prefix RC també es va utilitzar en diverses càmeres que utilitzen el sistema de gravació de disc flexible, però les següents no disposen d'objectius intercanviables i tenen un sensor d'1/2" en lloc del sensor de 2/3".

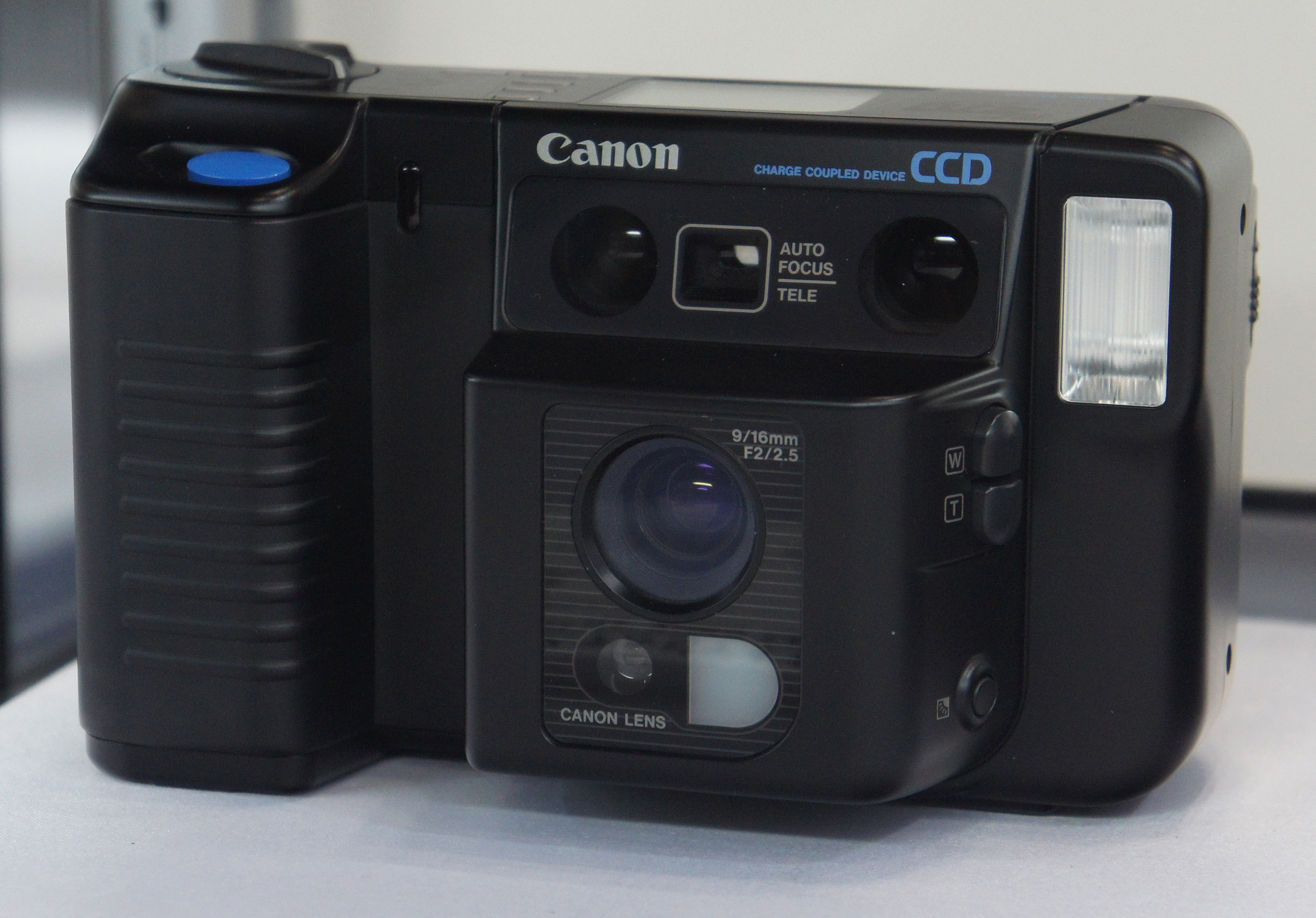
Canon RC-470

| Model  | Any  |
| ------ | ---- |
| RC-250 | 1988 |
| RC-470 | 1988 |
| RC-250 | 1988 |
| RC-260 | 1990 |
| RC-570 | 1992 |
| RC-360 | 1992 |
| RC-560 | 1992 |

## Objectius
A l'utilitzar un sensor de 2/3", els objectius tenen un factor de retall de 3,9x.

### Zoom
| Distància focal | Obertura | Focal equivalent en 35mm |
| --------------- | -------- | ------------------------ |
| 11-66mm         | 1.2      | 42.9-257.4mm             |
| 13-52mm         | 1.8      | 50.7-202.8mm             |
| 50-150mm        | 2.8      | 195-585mm                |

### Fixos
| Distància focal | Obertura | Focal equivalent en 35mm |
| --------------- | -------- | ------------------------ |
| 6mm             | 1.8      | 23,4mm                   |

### Adaptadors
Les Canon amb muntura SV també permetien utilitzar totes les òptiques de muntura FD mitjançant un adaptador de la marca.